# Luca Ludwig
Pour les articles homonymes, voir Ludwig.
Luca Ludwig (né le 4 novembre 1988 à Bonn) est un pilote automobile allemand.

## Biographie
Luca Ludwig est le fils du pilote Klaus Ludwig. Luca Ludwig commence la course après l'abitur à 19 ans. En septembre 2008, il dispute sa première course automobile sur la Nordschleife du Nürburgring. Au cours de la saison 2009 de l'ADAC GT Masters, en duo avec Marc Hennerici, il a trois victoires en course et de nombreux podiums dans le cockpit d'une Corvette Callaway Competition et finit à la deuxième place du championnat, battu de justesse par Christian Abt.
Abt devient son chef d'équipe lorsque Luca Ludwig intègre Abt Sportsline aux côtés de Christopher Mies et Jens Klingmann lors de la saison ADAC GT Masters 2010 et remporte la première édition du championnat d'Allemagne GT. À la fin de la saison, il termine troisième du classement ADAC GT Masters dans une Abt-Audi R8 LMS. Cependant, le plus grand succès est les 24 Heures du Nürburgring avec une troisième place. L'Audi R8 LMS de Phoenix Racing prend aussi la première place de sa catégorie.
En 2011, Luca Ludwig conduit l'Abt-Audi en tant que pilote de l'équipe Audi. Avec une victoire et trois autres podiums, il termine quatrième du championnat. Il fait partie de l'équipe d'usine Audi pour les 24 Heures du Nürburgring. Aux côtés de pilotes comme Mattias Ekström et Timo Scheider, la course est ratée en raison d'un problème technique. Lors des courses VLN suivantes sur la Nordschleife, dont Luca Ludwig dispute deux dans l'Audi Phoenix, il monte sur le podium. En 2012, Luca Ludwig dispute toutes les courses VLN pour Audi Sport Team Phoenix. Pour les 24 Heures du Nürburgring 2012, il fait partie de Raeder Motorsport (de) dans une Audi R8. 
Luca Ludwig conduit une Mercedes-Benz SLS AMG GT3 à partir du milieu de la saison 2013. En plus de quelques épreuves de la Blancpain Endurance Series, il participe à l'ADAC GT Masters et aux 12 Heures à Sepang, en Malaisie, où il décroche la pole position. Il est également membre de l'AMG Driving Academy.
Lors de l'ADAC GT Masters 2015, Ludwig remporte le classement général avec Sebastian Asch dans une Zakspeed Mercedes-Benz SLS AMG GT3. En 2016, il poursuit son implication dans l'ADAC GT Masters, mais perd le titre de champion avec la nouvelle Mercedes-AMG GT3. À Hockenheim, il termine la saison à la sixième place du classement général. Il est aussi sixième dans la Mercedes AMG GT3 aux 24 Heures du Nürburgring.
Début 2018, il passe chez Ferrari. Chez HB Racing, il débute à l'ADAC GT Masters à Oschersleben dans une Ferrari 488 GT3. Il court plusieurs fois pour Ferrari dans l'ADAC GT Masters (pour HB Racing), au Ferrari Challenge et aussi au Nürburgring (dans le véhicule de l'équipe Octane126). Lors des qualifications pour les 24 Heures du Nürburgring 2020, il est deuxième au général.
Ludwig signe la pole position pour les 24 Heures du Nürburgring en 2022 pour l'équipe octane126 avec une Ferrari 488 GT3 Evo20 ; cette Ferrari subit une perte totale en raison d'un accident trois semaines plus tôt et devait être entièrement reconstruite par l'équipe.